# Willoughby, Ohio
Willoughby är en ort i Lake County i delstaten Ohio, USA.